# スロベニア共和国 (1990年-1991年)

スロベニア共和国
Republika Slovenija (スロベニア語)

ユーゴスラビアにおけるスロベニア共和国の位置

スロベニア共和国（スロベニアきょうわこく、スロベニア語:Republika Slovenija）は、1990年3月8日から1991年まで短期間だけ存続したユーゴスラビア社会主義連邦共和国の構成国であり、選挙による民主的な国家であった。1990年、スロベニアは共産党による一党支配を放棄し、民主的な選挙を実施した。選挙では、スロベニアにおける共産党の指導者であったミラン・クーチャンが勝利した。この間、スロベニアは新しい国旗と国章が定まるまでの間、共産主義時代の国旗をそのまま引き続き使用した。